# Bernard Lorentz
Pour les personnes ayant le même patronyme, voir Lorentz.
Bernard Lorentz (1774-1865) est un forestier français, premier directeur de l'école des Eaux et Forêts de Nancy. Puisant ses sources au sein de l'école forestière allemande de la fin du XVIIIe siècle, il est considéré comme l'un des père de la sylviculture moderne française .

## Biographie

### Jeunesse en Alsace (1774-1797)
Marie Jean Georges Bernard Lorentz, né le 25 juin 1774 à Colmar (Haut-Rhin) est le fils de François Meinrad Rémy Lorentz (1744-1813), avocat, et de  Marie Anne Reichstetter (1746-1826).
La famille du jeune Bernard Lorentz œuvrait principalement dans la médecine, sauf son père qui fit une carrière dans la justice. En effet son grand-père Adam Lorentz (1708-1766) était médecin auprès de Frédéric de Deux-Ponts-Birkenfeld, seigneur de Ribeauvillé, ses oncles Joseph-Adam Lorentz (1734-1801) et  Bernard Lorentz (1740-1820) furent médecins en chef dans l’armée en Allemagne et en Italie. Son père commença comme bailli en Haute-Alsace, en 1766 il fut avocat au conseil souverain d’Alsace puis après la Révolution, employé à l’hôpital militaire ambulant installé à Ribeauvillé et termina sa carrière comme juge de paix du canton de Ribeauvillé. Sa mère était la fille d’un avocat de Colmar. Bernard appartenait à une fratrie de 2 garçons et 4 filles dont il devint l’aîné.
Il fit de bonnes études dans le collège de sa ville natale, et en sortit à 16 ans en 1790. Fils unique par la mort prématuré de son frère Ignace, il passa quatre années sans occupation déterminée, et fit son service militaire de 1795 à 1797 dans les bureaux de l’hôpital militaire de Strasbourg.

### Heureuse découverte fortuite du métier de forestier en Allemagne (1798-1806)
Curieusement ce sont les guerres napoléoniennes qui vont conduire Lorentz vers l’Allemagne et le métier de forestier. En effet alors qu’il était libre et sans travail à Strasbourg en 1798, le jeune Lorentz obtint un emploi inattendu par l’intermédiaire d’un habitant de cette ville. Ce dernier faisait partie de la suite de Joseph Lakanal, député conventionnel, envoyé comme commissaire à Mayence pour organiser les nouveaux départements germaniques réunis à la France. Le jeune Lorentz épris d’une demoiselle convoitée également par ce Strasbourgeois, fut éloigné par l'attribution d'un poste de secrétaire de M. Bernier, inspecteur général des forêts du nouveau département de Mont-Tonnerre en poste à Mayence.
Très intéressé par la foresterie, d’autant que l’inspecteur Bernier peu travailleur s’en remettait volontiers à son secrétaire dans ce domaine, Lorentz souhaita approfondir ses connaissances par un poste sur le terrain. Ainsi il obtint d’être nommé en mai 1799, sous-inspecteur des forêts de l’arrondissement de Mayence et s’établit à Kircheimpoland, petit bourg situé au pied du mont Tonnerre. Grâce à un certain Drœsler, chef de cantonnement de Kircheimpoland, placé sous ses ordres, il apprit le métier et fut associé au mouvement scientifique forestier en pleine effervescence à ce moment-là en Allemagne : Georg Ludwig  Hartig (1764-1837) venait, en 1795, de faire paraître son traité d’aménagement et Heinrich Cotta (1763-1844) préparait le sien pour une publication en 1804.
À la suite de la suppression de la sous-inspection de Mayence effective en 1801, il fut envoyé en juin 1803, en tant qu’administrateur des forêts dans l’électorat de Hanovre, récemment passé sous domination française, pour organiser le service forestier. Là, il se lia avec des forestiers de valeur tels le forestier français Jacques-Joseph Baudrillart, les inspecteurs français des forêts Zœpffel et Kolb, futurs conservateurs à Colmar et Strasbourg ainsi que le forestier allemand Schulz, futur administrateur des forêts en Allemagne. Il explora tout le Hanovre et poussa au nord hors de sa circonscription jusqu’à Lübeck. Malgré les conflits entre puissances française et allemande, les forestiers des deux pays, se montrèrent confraternels, guidés par l’intérêt supérieur de la conservation des forêts.
À son retour à Mayence,  un poste de sous-inspecteur l'attendait depuis février 1804 à Bonn dans le département du Rhin-et-Moselle. Cependant, le conservateur des forêts de Mayence, Brunel, qui appréciait beaucoup les qualités forestières du jeune Lorentz fit en sorte qu’il soit nommé auprès de lui, sous-inspecteur en résidence à Spire.
Cependant désireux de se rapprocher de sa famille et de son pays natal,  il obtint en août 1806 l’autorisation de permuter avec le titulaire de la sous-inspection de Sainte-Marie aux-Mines dans le Haut-Rhin et prit résidence dans une commune voisine à Ribeauvillé où habitait sa famille.
Ainsi, le jeune Lorentz aura passé huit ans et demi en Allemagne (de début 1798 à août 1806 soit de l'âge de 23 à 31 ans) et ces années lui ont donné un fonds d'expérience et des principes qui lui assurèrent durant plusieurs décennies une certaine supériorité parmi les forestiers de son pays.

### Retour en France (1806-1824)
Il se marie en 1809 à Strasbourg avec Caroline Kleinmann (1786-1836), fille d’un conseiller à la préfecture de Strasbourg. Le couple aura huit enfants (4 garçons et 4 filles) dont Adolphe (1817-1893) qui fera une carrière dans les Eaux et forêts comme son père. Une de ses filles, Augusta Camille (1813-1893) se mariera en 1831 à Paris avec Adolphe Parade (1802-1864), l'ami et le fils spirituel de Bernard Lorentz, qui prendra la direction de l'école des Eaux et Forêts de Nancy en 1838.
Son vaste cantonnement de Sainte-Marie aux-Mines s’étendait de la vallée de Sainte-Marie-aux Mines jusqu’à celle de Guebwiller, et comprenait des sapinières-hêtraies mal entretenues sur lesquelles il mit en application les pratiques allemandes notamment celle du réensemencement naturel.
En 1814, après 16 années de service, il obtient de l’avancement comme inspecteur adjoint auprès de M. du Theil, inspecteur de Wissembourg. Quelques mois plus tard avec les combats de la fin des Cent-Jours, sa région subit l’invasion des alliés opposés à Napoléon 1er. Ses actes de bravoure, à la tête d’un détachement de gardes forestiers et de douaniers, lui valurent l’éloge du général Rapp.
À Wissenbourg où cette fois ses forêts étaient composées de futaie de chênes, hêtres et pins, il effectue avec succès des coupes d’ensemencement et des semis de pin sylvestre sur des parcelles ruinées par des exploitations « à tire et aire ».
En mai 1817, l’administration des forêts fusionna avec celle des finances, ce qui provoqua la disparition de nombreuses conservations. Le directeur général des deux services réunis, M. Barrairon, supprima la fonction d’inspecteur adjoint, ce qui eut pour conséquence pour Lorentz de se voir rétrogradé à la fonction de sous-inspecteur, et d’être muté à Pontarlier. Dans ces riches sapinière du Doubs, sous-exploitées par de timides coupes de jardinage, Lorentz avec l’appui de Zœpffel, conservateur à Besançon, augmenta considérablement les prélèvements.
En octobre 1820, avec le rétablissement d’une administration forestière, il est nommé inspecteur à Caudebec en Normandie. Il n’y resta que deux mois mais œuvra à la conversion en futaie de la forêt de Brotonne sous les bons auspices du M. de Cézille, conservateur de Rouen, ainsi que de la forêt de Lyons hors de sa circonscription.
En décembre 1820, il rejoignit  sa dernière affectation à l’inspection de Saint-Dié avant d’être appelé en octobre 1824 à la tête de la nouvelle école forestière de Nancy.

### Premier directeur de la nouvelle école royale forestière (1824-1830)

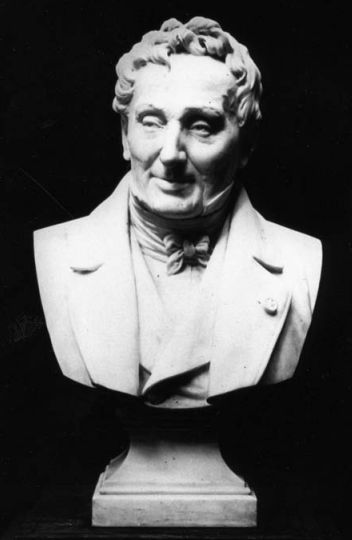
Buste de Bernard Lorentz sculpté par Auguste Bartholdi en 1866 et exposé à la bibliothèque de l'École nationale des eaux et forêts

Son ami et protecteur, l’administrateur général des forêts, Charles Marcotte, suggère au ministre des finances le comte de Villèle, le nom de Lorentz pour fonder et diriger la nouvelle école royale forestière. Marcotte connaissait Lorentz pour l’avoir rencontré en Allemagne et dans ses différents postes en France. Lorentz se montre effrayé et hésitant. En effet il écrit cette lettre à Marcotte avant d’accepter la tâche qui lui était proposée :

« Je n'ai pas ambitionné les fonctions qu'on me destine; la direction d'une école et d'une chaire m'épouvantent, vous avez trop présumé de moi. Je ne suis qu'un forestier praticien, fixé sur les bonnes méthodes, sachant les appliquer, mais je ne suis ni mathématicien ni naturaliste... Ennemi-né des taillis dont le système a tenu les forestiers de France au berceau, j'ai négligé toutes les plantes qui ne peuvent atteindre une existence séculaire. »

En décembre 1924, 24 élèves sont sélectionnés et les premiers cours commencent en février 1925. Les ouvrages français de foresterie n’existant plus depuis 1790, Lorentz mit entre les mains de ses étudiants ceux qu’il connaissait en provenance d’Allemagne : le Manuel forestier de von Burgdorff et Instruction sur la culture du bois à l'usage des forestiers d’Hartig, tous deux traduits par Baudrillart. Cependant Lorentz entreprit de rédiger son cours de sylviculture très largement repris de l’œuvre de Hartig, mais adapté aux conditions françaises et comportant progressivement de nouveaux chapitres entièrement originaux. Ce cours intitulé Cours élémentaire de culture des bois fut complété et publié par Adolphe Parade. Il fut édité à six reprises de 1837 à 1883. Ces cours marquent la rupture entre la sylviculture traditionnelle française et de nouvelles pratiques en partie inspirées par les forestiers allemands. Plus qu’en amphithéâtre, l’enseignement de Lorentz prend toute son ampleur au cours d’excursion en forêts faites avec ses élèves.
Bernard Lorenz reçoit le titre de Conservateur des forêts le 6 juillet 1825.
Lorentz, fait venir auprès de lui le jeune Parade en février 1825, alors âgé de 23 ans, comme répétiteur des cours d'économie forestière. Il intervient également lors des tournées de terrain.
Lorsque Charles Marcotte devint directeur des forêts en 1830, il appelle Lorentz auprès de lui comme administrateur. Pour son remplacement à la direction de l’école, il proposa au ministre Louis, un compatriote, né lui aussi à Colmar, Dagobert de Salomon (1783-1854). Il connaissait bien ses opinions forestières en faveur de la foresterie allemande et de Salomon avait été son successeur au poste d’inspecteur des forêts à Wissembourg. En 1837, de Salomon, se trouvant débordé par les difficultés de la tâche de directeur, demanda et obtint de rentrer dans le service ordinaire comme conservateur des forêts à Colmar. Il fut donc remplacé en 1838 par Adolphe Parade, sous-directeur de l’école au départ de Lorentz.

### Administrateur général des Forêts (1830-1841)
Lorsque Charles Marcotte devint directeur des forêts en 1830, il appelle Lorentz auprès de lui comme administrateur. Il exerce les fonctions de sous-directeur, à la tête de la 2e division ayant notamment la charge des aménagements et de l’examen des états d’assiette des coupes de bois de l’État.
À ce poste supérieur et national, il contribue fortement aux conversions des taillis-sous-futaie et taillis en futaie ce qui lui valut de fortes hostilités des maîtres des forges, des industriels des hauts-fourneaux,  des verreries, etc. qui utilisaient encore largement le bois de chauffage comme source d’énergie.
Cela lui vaut d'être mis à la retraite d'office par le directeur général des forêts Legrand, le 15 septembre 1839 à l'âge de 65 ans. Pour justifier cette mise à l'écart, le ministre des finances Hippolyte Passy lui écrit « vos idées trop exclusives en matière d’aménagement ont paru à l’administration contraires aux intérêts bien compris du pays ». En marge de cette lettre, Lorentz écrit : « Si le principe de la futaie n'est pas encore adopté par les gens de finance, il le sera plus tard par des hommes capables d'apprécier les vrais intérêts de l'État, et ce qui m'a valu des reproches en 1839 deviendra pour moi un titre d'honneur. » Lorentz vécut assez longtemps pour avoir eu la satisfaction de voir se vérifier cette dernière prévision. 
Peu de temps après avoir été mis à la retraite, Hector Bresson devient directeur général des forêts à la place de Legrand. Ce nouveau directeur, regrettant le départ de Lorentz mais ne pouvant pas le réintégrer comme administrateur, lui confie une mission extraordinaire dans les départements du sud de la France. Au programme de cette mission figurait des questions au sujet de l’ensemencement des dunes de Gascogne,  de la culture du chêne-liège, du pâturage en forêt et enfin du déboisement préoccupant dans les Pyrénées et les Alpes. Ses recommandations sur ce dernier sujet furent adoptées dans la loi de 1860 sur le reboisement en montagne. Lorentz consacra à cette mission sept mois durant l’hiver 1840-1941.

### Les dernières années (1841-1865)

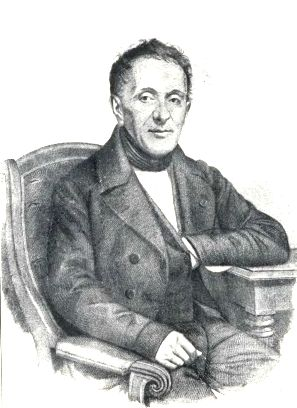
Gravure de Lorentz par l'artiste strasbourgeois Schuller, en 1859

Il vit assez longtemps, et durant ces 45 ans dernières années, il put voir peu à peu ses idées, en faveur de la conduite des forêts en futaie, prendre force et triompher.
Lorsqu’il quitte la vie professionnelle en 1841, il demeure trois ans à Paris jusqu’à  la fin 1844.
Lorentz avait eu pour élève et disciple Théophile de Buffévent (1787-1860) qui devint un excellent forestier avec qui il se lia d’amitié. Alors que ce dernier était Conservateur à Alençon, Lorentz parcourut en 1843, en sa compagnie, les massifs de l’Orne et de la Sarthe.
Il s’installe à Strasbourg jusqu’en 1850 puis rejoint sa ville natale de Colmar. Sauf un voyage à Paris en 1851, sa vie s’écoule doucement auprès de ses nombreux enfants, l’été à la campagne, en Suisse, en Allemagne, le plus souvent à Ribeauvillé, se promenant dans les forêts qu’il avait géré.
Durant sa retraite, il a le malheur de voir disparaître, en 1856 son fil aîné, Edmond, ingénieur civil de l’école centrale des arts et manufacture et surtout, en novembre 1864, son gendre, Adolphe Parade, le continuateur de son œuvre à l’école forestière de Nancy.
Il meurt quelques mois après Parade, à Colmar, le 5 mars 1865 d’un rhume accompagné de fièvres.

## Distinctions
- Officier de la Légion d'honneur en 1839[26]

## Ouvrages
- Bernard Lorentz (complété et publié par Adolphe Parade), Cours élémentaire de culture des bois, Paris et Nancy, 1855, 3e éd. (1re éd. de Parade : 1837), 173 p. (lire en ligne)
- J. B. Lorentz (« œuvre méconnue de Bernard Lorentz » présentée par Roger Blais, Annales forestières, 1933, 46 p.), Manuel du forestier de l'an X, 1801 (lire en ligne) ; (selon une correspondance présentée en 1987 par Marie-Noëlle Grand-Ménil, archiviste-paléographe, J. B. Lorentz, secrétaire du sous-préfet de Barr (Bas-Rhin), est une personne distincte de Bernard Lorentz)[27]